# Caspian (Band)
Caspian ist eine US-amerikanische Post-Rock-Band, die 2003 in Beverly, Massachusetts gegründet wurde. Seit 2005 veröffentlichten sie insgesamt vier Alben, drei EPs und eine 7-Zoll-Single auf verschiedenen Independentlabels.

## Bandgeschichte

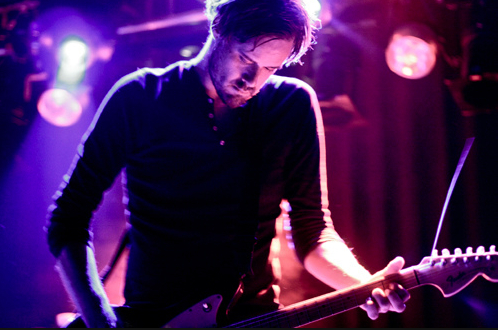
Philip Jamieson, live in Tilburg, 2009

Nach ihrer Gründung im Herbst 2003 nahmen sie nach langer Entwicklungsphase im August 2004 eine erste Demo auf. Daraufhin spielten sie Ende 2004 und Anfang 2005 eine kleine Anzahl an Liveshows, wobei sie auch als Vorgruppe der japanischen Postrocker Mono auftraten. Kurz darauf veröffentlichten sie auf Dopamine Records ihre Debüt-EP, You Are the Conductor, im November 2005. Darauf folgte 2006 eine Tour durch den Nordosten Amerikas und eine 28 Termine zählende Tour durch die gesamte USA. Zu dieser Tour erschien auch die Tour EP, die sie in Eigenregie veröffentlichten. Innerhalb von 2 Jahren spielten sie 5 USA-Tourneen, während der auch der Gitarrist Erin Burke-Muran zu ihnen stieß, der auch bei The Fly-Agaris Sky spielt.
Am 10. April 2007 erschien ihr Debütalbum The Four Trees ebenfalls auf Dopamine Records, für das sie im Jahre 2006 zusammen mit Ethan Dussault Material entwickelten und aufnahmen. Das Album wurde im Juni 2008 vom deutschen Musiklabel Make My Day Records wiederveröffentlicht. Zum Bewerben dieses Albums spielten sie eine Europa- und eine USA-Tour.
Am 9. August 2009 erschien auf demselben Label ihr zweites Studioalbum Tertia. Für die anschließende Tour durch Europa wurden die befreundeten Jonny Ashburn an der dritten Gitarre und Jon McMahan am E-Bass hinzugezogen, die die aus persönlichen Gründen verhinderten Calvin Joss und Chris Friedrich vertraten. Jonny Ashburn ist seit den Studioaufnahmen zu Waking Season festes Mitglied der Band und ist auch im ersten Video zum gleichnamigen Titelsong Waking Season zu sehen.
Am 25. August 2013 verstarb Bassist und Gründungsmitglied Chris Friedrich im Alter von 33 Jahren. Es wurde noch Ende 2013 Jani Zubkovs als Nachfolger gefunden.
Am 11. Juni 2019 gab die Band offiziell bekannt, dass Justin Forrest, ein langjähriger Freund, der neue Schlagzeuger sei. Die Band habe sich einvernehmlich von Joe Vickers getrennt.
Forrest verbindet eine zehnjährige Beziehung mit der Band. Seit 2018 war er bereits mit der Band auf Tour und hat 2019 auch den Posten den Schlagzeugers bei den Studioaufnahmen übernommen.
Im September 2021 gab Gitarrist Erin Burke-Moran seinen Ausstieg aus der Band bekannt um mehr Zeit mit seiner Familie zu verbringen.

## Diskografie

### Alben und EPs
- 2005: You Are the Conductor (EP) (Dopamine Records, VÖ: 1. November 2005)
Tracks: 1. Quovis (1:16), 2. Further up (4:26), 3. Further in (2:50), 4. Loft (6:14), 5. For Protection (3:37), 6. Last Rites (9:26)
- 2007: The Four Trees (Dopamine Records, VÖ: 12. April 2007)
1. Moksha (9:07), 2. Some Are White Light (5:26), 3. Sea Lawn (5:23), 4. Crawlspace (7:37), 5. Book IX (5:43), 6. The Dropsonde (2:05), 7. Brombie (5:58), 8. Our Breath in Winter (3:23), 9. The Dove (3:04), 10. ASA (7:16), 11. ...Reprise (5:14)
- 2009: Tertia (VÖ: 15. September 2009)
1. Mie (4:09), 2. La Cerva (4:59), 3. Ghosts of the Garden City (7:31), 4. Malacoda (5:03), 5. Epochs in Dmaj (3:19), 6. Of Foam and Wave (6:16), 7. Concrescence (4:26), 8. The Raven (7:10), 9. Vienna (6:14), 10. Sycamore (9:05)
- 2012: Waking Season (VÖ: 25. September 2012)
1. Waking Season (5:21), 2. Procellous (6:13), 3. Gone in Bloom and Bough (10:24), 4. Halls of the Summer (5:15), 5. Akiko (3:32), 6. High Lonesome (3:37), 7. Hickory ’54 (6:04), 8. Long The Desert Mile (6:10), 9. Collider In Blue (2:34), 10. Fire Made Flesh (7:49)
- 2013: Hymn for the Greatest Generation (EP) (Triple Crown Records, VÖ: 11. November 2013)
1. Hymn for the Greatest Generation (7:37), 2. The Heart That Fed (6:26), 3. CMF (4:00), 4. High Lonesome (Demo) (5:14), 5. Procellous (Arms & Sleepers Remix) (7:14), 6. Halls of the Summer (Lazerbeak Remix) (4:02)
- 2015: Dust and Disquiet (VÖ: 25. September 2015)
1. Separation No. 2 (3:08), 2. Ríoseco (7:52), 3. Arcs of Command (8:48), 4. Echo and Abyss (5:44), 5. Run Dry (4:35), 6. Equal Night (1:56), 7. Sad Heart of Mine (4:27), 8. Darkfield (6:36), 9. Aeternum Vale (2:08), 10. Dust and Disquiet (11:25)
- 2016: Castles High, Marble Bright (EP) (VÖ: 20. Oktober 2016)
1. Castles High, Marble Bright (8:53), 2. 127 North (8:05)
- 2020: On Circles (VÖ: 24. Januar 2020)
1. Wildblood (6:53), 2. Flowers of Light (5:01), 3. Nostalgist (5:56, Gesang: Kyle Dufrey), 4. Division Blues (7:01), 5. Onsra (4:46), 6. Collapser (4:25), 7. Ishmael (7:59), 8. Circles on Circles (4:15)

### Sonstige Veröffentlichungen
- 2006: Tour EP (Eigenveröffentlichung)
- 2007: The Four Trees 2xLP (The Mylene Sheath)
- 2008: Split 7″ mit den Constants (Radar Recordings)
enthält die Songs: 1. ...Passage (Constants), 2. La Cerva (Caspian)
- 2011: You Are the Conductor & The Four Trees (remastered) (VÖ: 26. April 2011)
- 2012: Live at Old South Church (Live-EP) (VÖ: 10. Januar 2012)